# Andreas Vangstad
Andreas Vangstad (Kristiansand, 24 maart 1992) is een Noors wielrenner die anno 2018 rijdt voor Joker Icopal. In 2015 nam hij namens Noorwegen deel aan de tijdrit op het wereldkampioenschap.

## Overwinningen
2014
 Noors kampioen tijdrijden, Beloften
2015
5e etappe Ronde van Noorwegen
Fyen Rundt
2016
Sundvolden Grand Prix
2017
Proloog Trofeo Joaquim Agostinho

## Ploegen
- 2013 –  Team Plussbank (stagiair vanaf 1-8)
- 2014 –  Team Sparebanken Sør
- 2015 –  Team Sparebanken Sør
- 2016 –  Team Sparebanken Sør
- 2017 –  Team Sparebanken Sør
- 2018 –  Joker Icopal

Aasvold · Enger · Erland · Hodnebrog · Hoem · Jansen · Johansson · Larsen · Lunke · Mørland · Røinås · Schmidt · Vangstad (stagiair)
Aasvold · Enger · Erland · Hodnebrog · Hoem · Jansen · Kaggestad · Larsen · Lunke · Mørland · Røinås · Schmidt · Vangstad
Aasheim · Dahl · Evensen · Forfang · Hagen · Hoelgaard · Hoem · Knotten · Røinås · Skjerping · Tiller · Vangstad